# 닭게상과
닭게상과(Raninoida)는 십각목 단미하목에 속하는 갑각류 상과의 하나이다. 닭게절(Raninoida)의 유일한 상과이다. 현존하는 종은 46종이며, 멸종한 화석 종을 포함하면 약 200여 종을 포함하고 있다.

## 분류
- † Camarocarcinidae
- † Cenomanocarcinidae
- 닭게과 (Raninidae)